# Jerry Cooman
Jerry Cooman (* 5. Januar 1966 in Ninove) ist ein ehemaliger belgischer Radrennfahrer.

## Sportliche Laufbahn
Cooman war im Straßenradsport aktiv. Von 1987 bis 1994 war er Berufsfahrer. 1988 gewann er das Rennen Nationale Sluitingsprijs, 1989 die Ronde van Limburg, 1990 den Grote Prijs Stad Vilvoorde, 1991 Rund um Köln, Memorial Fred De Bruyne, GP Zele, Clásica de Sabiñánigo und eine Etappe der Schweden-Rundfahrt. 1992 gewann er das Memorial Fred De Bruyne erneut. Dazu kam eine Reihe von Siegen in Kriterien. Zweiter wurde er im Omloop van de Westkust 1988 und in der Clásica de Sabiñánigo 1992.

## Doping
Coomann wurde beim Milk Race 1991 zweimal beim Doping mit Dihydrocodein erwischt. Ihm wurden beide Etappensiege in Leeds und Liverpool aberkannt. Er musste fast 11.000 Gulden Strafe zahlen und wurde für 6 Monate gesperrt.